# Everything in Time
Everything in Time (B-sides, Rarities, Remixes) är en samlingsskiva av No Doubt, utgivet den 12 oktober 2004.

## Låtförteckning
1. "Big Distraction"   (Gwen Stefani, Tom Dumont) - 3:52
2. "Leftovers"   (G. Stefani, Tony Kanal) - 4:29
3. "Under Construction"   (G. Stefani, Kanal) - 3:12
4. "Beauty Contest"   (G. Stefani, Kanal) - 4:14
5. "Full Circle"   (G. Stefani, Dumont, Kanal) - 4:34
6. "Cellophane Boy"   (G. Stefani, Dumont, Kanal) - 2:53
7. "Everything in Time" (Los Angeles) (Eric Stefani, G. Stefani) - 3:27
8. "You're So Foxy"   (G. Stefani, Dumont, Kanal) - 3:40
9. "Panic"   (G. Stefani, Dumont) - 3:09
10. "New Friend" (Featuring Buccaneer) (G. Stefani, Dumont, Kanal, Andrew Bradford) - 4:34
11. "Everything in Time" (London) (G. Stefani, E. Stefani) - 3:59
12. "Sailin' On" (cover av Bad Brains) (D. Jenifer, G. Miller) - 3:35
13. "Oi to the World" (cover av The Vandals) (Joe Escalante) - 2:41
14. "I Throw My Toys Around" (med Elvis Costello) (E. Costello, C. O'Riordan) - 3:00
15. "New & Approved" (remix av "New") (G. Stefani, Dumont) - 6:20
16. "A Real Love Survives" (remix av "Rock Steady", featuring Ms. Dynamite) (G. Stefani, Kanal, Ms. Dynamite) - 3:50
17. "A Rock Steady Vibe" (remix av "Rock Steady", featuring Sweetie Irie) (G. Stefani, Kanal) - 4:17

## Musiker
- Gwen Stefani – sång
- Tom Dumont – gitarr
- Tony Kanal – elbas
- Adrian Young – percussion, trummor

Övriga personer:
- Phil Jordan – trumpet
- Stephen Bradley - trumpet
- Mike Barson - piano
- Luis Jardim - percussion
- Simon Hale - keyboard
- Gabe - kör
- Gabrial McNair – keyboard, trombon, piano, klockor